# چن نینگ یانگ
چن نینگ یانگ فرانکلین (چینی ساده : 杨振宁 چینی سنتی : 杨振宁. پینیین : یانگ Zhènníng) (زاده ۱ اکتبر ۱۹۲۲)
فیزیک‌دان چینی، آمریکایی که زمینه فعالیت و مطالعاتش در مکانیک آماری و فیزیک ذرات است. او در سال ۱۹۵۷، همراه با تسونگ-دائو لی برای تحقیق دربارهٔ قوانین پاریته که در نهایت منجر به کشف‌های مهمی در مورد ذرات بنیادی شد موفق به دریافت جایزه نوبل در فیزیک شدند.